# ملعب تيكنولوجيكو
ملعب تيكنولوجيكو هو ملعب متعدد الاستخدام يقع في مدينة مونتيري المكسيكية . غالبا ما يتم استخدامه لمباريات كرة القدم . يسع الملعب لجلوس 32,864 متفرج . يعتبر الملعب الرسمي الذي يخوض فيه نادي مونتيري مبارياته . تم افتتاح الملعب في 17 يوليو 1950 .